# Lostau
Lostau este o comună din landul Saxonia-Anhalt, Germania.